# París-Niza 2009
La 67ª edición de la París-Niza se disputó entre el 8 y el 15 de marzo de 2009, con un total de 1.252,8 km. 
Formó parte de las Carreras Históricas del UCI World Ranking 2009.
El ganador final fue Luis León Sánchez. Le acompañaron en el podio Fränk Schleck y Sylvain Chavanel, respectivamente. 
En las clasificaciones secundarias se impusieron Tony Martin (montaña), Sylvain Chavanel (puntos), Kevin Seeldrayers (jóvenes) y Saxo Bank (equipos).
Uno de los grandes dominadores de la prueba fue Alberto Contador que ganó dos etapas: el prólogo y una de las etapas montañosas; y además fue segundo en la etapa final. Sin embargo, sufrió un desfallecimiento en la sexta etapa que le relegó finalmente a cuarta posición.

## Equipos participantes
Tomaron parte en la carrera 20 equipos: 17 de categoría UCI ProTour (todos excepto el Footon-Servetto); más 3 de categoría Profesional Continental (Agritubel, Cervélo Test Team y Skil-Shimano). Formando así un pelotón de 160 ciclistas, con 8 corredores cada equipo (excepto el Team Columbia-HTC que salió con 7), de los que acabaron 95; aunque solo 92 de ellos acabaron la última etapa dentro del "control". Los equipos participantes fueron:
| ProTeams (17)- AG2R La Mondiale - Astana - BBox Bouygues Telecom - Caisse d'Épargne - Cofidis, le Crédit en Ligne - Columbia-High Road - Euskaltel-Euskadi - Garmin-Slipstream - Katusha - La Française des jeux - Lampre-NGC - Liquigas - Team Milram - Quick Step - Rabobank - Saxo Bank - Silence-Lotto Equipos continentales profesionales (3)- Agritubel - Cervélo TestTeam - Skil-Shimano |
| |

## Etapas
La París-Niza 2009 constó de ocho etapas, repartidas en un prólogo individual, dos etapas llanas, tres de media montaña y dos etapas de montaña para un recorrido total de 1252 kilómetros.
| Etapa     | Fecha     | Recorrido                                         | type                    | Distancia (km) | Ganador               | Líder             |
| --------- | --------- | ------------------------------------------------- | ----------------------- | -------------- | --------------------- | ----------------- |
| Prólogo   | 8 de mar  | Amilly – Amilly                                   | contrarreloj individual | 9,3            | Alberto Contador      | Alberto Contador  |
| 1.ª etapa | 9 de mar  | Saint-Brisson-sur-Loire – La Chapelle-Saint-Ursin | etapa llana             | 195,5          | Heinrich Haussler     | Alberto Contador  |
| 2.ª etapa | 10 de mar | Orval – Vichy                                     | etapa llana             | 178            | Sylvain Chavanel      | Sylvain Chavanel  |
| 3.ª etapa | 11 de mar | Vichy – Saint-Étienne                             | etapa llana             | 173,5          | Christian Vande Velde | Sylvain Chavanel  |
| 4.ª etapa | 12 de mar | Annonay – Vallon-Pont-d'Arc                       | etapa escarpada         | 204            | Jérémy Roy            | Sylvain Chavanel  |
| 5.ª etapa | 13 de mar | Saint-Paul-Trois-Châteaux – Montagne de Lure      | etapa de media montaña  | 182,5          | Alberto Contador      | Alberto Contador  |
| 6.ª etapa | 14 de mar | Manosque – Fayence                                | etapa escarpada         | 191            | Luis León Sánchez     | Luis León Sánchez |
| 7.ª etapa | 15 de mar | Niza – Niza                                       | etapa de media montaña  | 119            | Antonio Colom         | Luis León Sánchez |

## Desarrollo de la carrera

### Prólogo
| Amilly - Amilly | contrarreloj individual | (9,3 km) |

| \| Clasificación de la etapa \| Clasificación de la etapa \| Clasificación de la etapa \| Clasificación de la etapa \| Clasificación de la etapa \| \| Ciclista \| Ciclista \| Equipo \| Tiempo \| \| \| ------------------------- \| ------------------------- \| --------------------------- \| ------------------------- \| ------------------------- \| \| 1.º \| Alberto Contador \| Astana \| 11 min 05 s \| \| \| 2.º \| Bradley Wiggins \| Garmin-Slipstream \| + 7 s \| \| \| 3.º \| Luis León Sánchez \| Caisse d'Épargne \| + 9 s \| \| \| 4.º \| Tony Martin \| Columbia-High Road \| + 11 s \| \| \| 5.º \| David Millar \| Garmin-Slipstream \| + 14 s \| \| \| 6.º \| Joost Posthuma \| Rabobank \| + 18 s \| \| \| 7.º \| Sylvain Chavanel \| Quick Step \| + 19 s \| \| \| 8.º \| Antonio Colom \| Katusha \| + 19 s \| \| \| 9.º \| Vladímir Karpets \| Katusha \| + 21 s \| \| \| 10.º \| Rémi Pauriol \| Cofidis, le Crédit en Ligne \| + 22 s \| \| |                   |                             |             |
| |                   |                             |             |
| |                   |                             |             |
| Clasificación de la etapa |                   |                             |             |
| Ciclista | Ciclista          | Equipo                      | Tiempo      |
| 1.º | Alberto Contador  | Astana                      | 11 min 05 s |
| 2.º | Bradley Wiggins   | Garmin-Slipstream           | + 7 s       |
| 3.º | Luis León Sánchez | Caisse d'Épargne            | + 9 s       |
| 4.º | Tony Martin       | Columbia-High Road          | + 11 s      |
| 5.º | David Millar      | Garmin-Slipstream           | + 14 s      |
| 6.º | Joost Posthuma    | Rabobank                    | + 18 s      |
| 7.º | Sylvain Chavanel  | Quick Step                  | + 19 s      |
| 8.º | Antonio Colom     | Katusha                     | + 19 s      |
| 9.º | Vladímir Karpets  | Katusha                     | + 21 s      |
| 10.º | Rémi Pauriol      | Cofidis, le Crédit en Ligne | + 22 s      |

| \| Clasificación general \| Clasificación general \| Clasificación general \| Clasificación general \| Clasificación general \| \| Ciclista \| Ciclista \| Equipo \| Tiempo \| \| \| --------------------- \| --------------------- \| --------------------------- \| --------------------- \| --------------------- \| \| 1.º \| Alberto Contador \| Astana \| 11 min 05 s \| \| \| 2.º \| Bradley Wiggins \| Garmin-Slipstream \| + 7 s \| \| \| 3.º \| Luis León Sánchez \| Caisse d'Épargne \| + 9 s \| \| \| 4.º \| Tony Martin \| Columbia-High Road \| + 11 s \| \| \| 5.º \| David Millar \| Garmin-Slipstream \| + 14 s \| \| \| 6.º \| Joost Posthuma \| Rabobank \| + 18 s \| \| \| 7.º \| Sylvain Chavanel \| Quick Step \| + 19 s \| \| \| 8.º \| Antonio Colom \| Katusha \| + 19 s \| \| \| 9.º \| Vladímir Karpets \| Katusha \| + 21 s \| \| \| 10.º \| Rémi Pauriol \| Cofidis, le Crédit en Ligne \| + 22 s \| \| |                   |                             |             |
| |                   |                             |             |
| |                   |                             |             |
| Clasificación general |                   |                             |             |
| Ciclista | Ciclista          | Equipo                      | Tiempo      |
| 1.º | Alberto Contador  | Astana                      | 11 min 05 s |
| 2.º | Bradley Wiggins   | Garmin-Slipstream           | + 7 s       |
| 3.º | Luis León Sánchez | Caisse d'Épargne            | + 9 s       |
| 4.º | Tony Martin       | Columbia-High Road          | + 11 s      |
| 5.º | David Millar      | Garmin-Slipstream           | + 14 s      |
| 6.º | Joost Posthuma    | Rabobank                    | + 18 s      |
| 7.º | Sylvain Chavanel  | Quick Step                  | + 19 s      |
| 8.º | Antonio Colom     | Katusha                     | + 19 s      |
| 9.º | Vladímir Karpets  | Katusha                     | + 21 s      |
| 10.º | Rémi Pauriol      | Cofidis, le Crédit en Ligne | + 22 s      |

### Etapa 1
| Saint-Brisson-sur-Loire - La Chapelle-Saint-Ursin | etapa llana | (195,5 km) |

| \| Clasificación de la etapa \| Clasificación de la etapa \| Clasificación de la etapa \| Clasificación de la etapa \| Clasificación de la etapa \| \| Ciclista \| Ciclista \| Equipo \| Tiempo \| \| \| ------------------------- \| ------------------------- \| --------------------------- \| ------------------------- \| ------------------------- \| \| 1.º \| Heinrich Haussler \| Cervélo TestTeam \| 4 h 55 min 01 s \| \| \| 2.º \| Mark Renshaw \| Columbia-High Road \| + 0 s \| \| \| 3.º \| Mirco Lorenzetto \| Lampre-NGC \| + 0 s \| \| \| 4.º \| Tom Veelers \| Skil-Shimano \| + 0 s \| \| \| 5.º \| Murilo Fischer \| Liquigas \| + 0 s \| \| \| 6.º \| Sébastien Chavanel \| La Française des jeux \| + 0 s \| \| \| 7.º \| Sébastien Hinault \| AG2R La Mondiale \| + 0 s \| \| \| 8.º \| Samuel Dumoulin \| Cofidis, le Crédit en Ligne \| + 0 s \| \| \| 9.º \| Romain Feillu \| Agritubel \| + 0 s \| \| \| 10.º \| Mathew Hayman \| Rabobank \| + 0 s \| \| |                    |                             |                 |
| |                    |                             |                 |
| |                    |                             |                 |
| Clasificación de la etapa |                    |                             |                 |
| Ciclista | Ciclista           | Equipo                      | Tiempo          |
| 1.º | Heinrich Haussler  | Cervélo TestTeam            | 4 h 55 min 01 s |
| 2.º | Mark Renshaw       | Columbia-High Road          | + 0 s           |
| 3.º | Mirco Lorenzetto   | Lampre-NGC                  | + 0 s           |
| 4.º | Tom Veelers        | Skil-Shimano                | + 0 s           |
| 5.º | Murilo Fischer     | Liquigas                    | + 0 s           |
| 6.º | Sébastien Chavanel | La Française des jeux       | + 0 s           |
| 7.º | Sébastien Hinault  | AG2R La Mondiale            | + 0 s           |
| 8.º | Samuel Dumoulin    | Cofidis, le Crédit en Ligne | + 0 s           |
| 9.º | Romain Feillu      | Agritubel                   | + 0 s           |
| 10.º | Mathew Hayman      | Rabobank                    | + 0 s           |

| \| Clasificación general \| Clasificación general \| Clasificación general \| Clasificación general \| Clasificación general \| \| Ciclista \| Ciclista \| Equipo \| Tiempo \| \| \| --------------------- \| --------------------- \| --------------------- \| --------------------- \| --------------------- \| \| 1.º \| Alberto Contador \| Astana \| 4 h 56 min 06 s \| \| \| 2.º \| Bradley Wiggins \| Garmin-Slipstream \| + 7 s \| \| \| 3.º \| Luis León Sánchez \| Caisse d'Épargne \| + 9 s \| \| \| 4.º \| Tony Martin \| Columbia-High Road \| + 11 s \| \| \| 5.º \| David Millar \| Garmin-Slipstream \| + 14 s \| \| \| 6.º \| Joost Posthuma \| Rabobank \| + 18 s \| \| \| 7.º \| Sylvain Chavanel \| Quick Step \| + 19 s \| \| \| 8.º \| Antonio Colom \| Katusha \| + 19 s \| \| \| 9.º \| Heinrich Haussler \| Cervélo TestTeam \| + 20 s \| \| \| 10.º \| Vladímir Karpets \| Katusha \| + 21 s \| \| |                   |                    |                 |
| |                   |                    |                 |
| |                   |                    |                 |
| Clasificación general |                   |                    |                 |
| Ciclista | Ciclista          | Equipo             | Tiempo          |
| 1.º | Alberto Contador  | Astana             | 4 h 56 min 06 s |
| 2.º | Bradley Wiggins   | Garmin-Slipstream  | + 7 s           |
| 3.º | Luis León Sánchez | Caisse d'Épargne   | + 9 s           |
| 4.º | Tony Martin       | Columbia-High Road | + 11 s          |
| 5.º | David Millar      | Garmin-Slipstream  | + 14 s          |
| 6.º | Joost Posthuma    | Rabobank           | + 18 s          |
| 7.º | Sylvain Chavanel  | Quick Step         | + 19 s          |
| 8.º | Antonio Colom     | Katusha            | + 19 s          |
| 9.º | Heinrich Haussler | Cervélo TestTeam   | + 20 s          |
| 10.º | Vladímir Karpets  | Katusha            | + 21 s          |

### Etapa 2
| Orval - Vichy | etapa llana | (178 km) |

| \| Clasificación de la etapa \| Clasificación de la etapa \| Clasificación de la etapa \| Clasificación de la etapa \| Clasificación de la etapa \| \| Ciclista \| Ciclista \| Equipo \| Tiempo \| \| \| ------------------------- \| ------------------------- \| --------------------------- \| ------------------------- \| ------------------------- \| \| 1.º \| Sylvain Chavanel \| Quick Step \| 4 h 33 min 12 s \| \| \| 2.º \| Juan Antonio Flecha \| Rabobank \| + 0 s \| \| \| 3.º \| Sebastian Langeveld \| Rabobank \| + 0 s \| \| \| 4.º \| Stéphane Augé \| Cofidis, le Crédit en Ligne \| + 0 s \| \| \| 5.º \| Kevin Seeldraeyers \| Quick Step \| + 0 s \| \| \| 6.º \| Juanma Gárate \| Rabobank \| + 0 s \| \| \| 7.º \| Jürgen Roelandts \| Silence-Lotto \| + 0 s \| \| \| 8.º \| Marcus Burghardt \| Columbia-High Road \| + 40 s \| \| \| 9.º \| Heinrich Haussler \| Cervélo TestTeam \| + 1 min 09 s \| \| \| 10.º \| Sébastien Turgot \| BBox Bouygues Telecom \| + 1 min 09 s \| \| |                     |                             |                 |
| |                     |                             |                 |
| |                     |                             |                 |
| Clasificación de la etapa |                     |                             |                 |
| Ciclista | Ciclista            | Equipo                      | Tiempo          |
| 1.º | Sylvain Chavanel    | Quick Step                  | 4 h 33 min 12 s |
| 2.º | Juan Antonio Flecha | Rabobank                    | + 0 s           |
| 3.º | Sebastian Langeveld | Rabobank                    | + 0 s           |
| 4.º | Stéphane Augé       | Cofidis, le Crédit en Ligne | + 0 s           |
| 5.º | Kevin Seeldraeyers  | Quick Step                  | + 0 s           |
| 6.º | Juanma Gárate       | Rabobank                    | + 0 s           |
| 7.º | Jürgen Roelandts    | Silence-Lotto               | + 0 s           |
| 8.º | Marcus Burghardt    | Columbia-High Road          | + 40 s          |
| 9.º | Heinrich Haussler   | Cervélo TestTeam            | + 1 min 09 s    |
| 10.º | Sébastien Turgot    | BBox Bouygues Telecom       | + 1 min 09 s    |

| \| Clasificación general \| Clasificación general \| Clasificación general \| Clasificación general \| Clasificación general \| \| Ciclista \| Ciclista \| Equipo \| Tiempo \| \| \| --------------------- \| --------------------- \| --------------------------- \| --------------------- \| --------------------- \| \| 1.º \| Sylvain Chavanel \| Quick Step \| 9 h 29 min 24 s \| \| \| 2.º \| Juanma Gárate \| Rabobank \| + 33 s \| \| \| 3.º \| Juan Antonio Flecha \| Rabobank \| + 36 s \| \| \| 4.º \| Kevin Seeldraeyers \| Quick Step \| + 37 s \| \| \| 5.º \| Jürgen Roelandts \| Silence-Lotto \| + 40 s \| \| \| 6.º \| Alberto Contador \| Astana \| + 1 min 03 s \| \| \| 7.º \| Luis León Sánchez \| Caisse d'Épargne \| + 1 min 12 s \| \| \| 8.º \| Stéphane Augé \| Cofidis, le Crédit en Ligne \| + 1 min 14 s \| \| \| 9.º \| David Millar \| Garmin-Slipstream \| + 1 min 17 s \| \| \| 10.º \| Antonio Colom \| Katusha \| + 1 min 22 s \| \| |                     |                             |                 |
| |                     |                             |                 |
| |                     |                             |                 |
| Clasificación general |                     |                             |                 |
| Ciclista | Ciclista            | Equipo                      | Tiempo          |
| 1.º | Sylvain Chavanel    | Quick Step                  | 9 h 29 min 24 s |
| 2.º | Juanma Gárate       | Rabobank                    | + 33 s          |
| 3.º | Juan Antonio Flecha | Rabobank                    | + 36 s          |
| 4.º | Kevin Seeldraeyers  | Quick Step                  | + 37 s          |
| 5.º | Jürgen Roelandts    | Silence-Lotto               | + 40 s          |
| 6.º | Alberto Contador    | Astana                      | + 1 min 03 s    |
| 7.º | Luis León Sánchez   | Caisse d'Épargne            | + 1 min 12 s    |
| 8.º | Stéphane Augé       | Cofidis, le Crédit en Ligne | + 1 min 14 s    |
| 9.º | David Millar        | Garmin-Slipstream           | + 1 min 17 s    |
| 10.º | Antonio Colom       | Katusha                     | + 1 min 22 s    |

### Etapa 3
| Vichy - Saint-Étienne | etapa llana | (173,5 km) |

| \| Clasificación de la etapa \| Clasificación de la etapa \| Clasificación de la etapa \| Clasificación de la etapa \| Clasificación de la etapa \| \| Ciclista \| Ciclista \| Equipo \| Tiempo \| \| \| ------------------------- \| ------------------------- \| --------------------------- \| ------------------------- \| ------------------------- \| \| 1.º \| Christian Vande Velde \| Garmin-Slipstream \| 4 h 01 min 31 s \| \| \| 2.º \| Jonathan Hivert \| Skil-Shimano \| + 14 s \| \| \| 3.º \| Mirco Lorenzetto \| Lampre-NGC \| + 14 s \| \| \| 4.º \| Christophe Moreau \| Agritubel \| + 14 s \| \| \| 5.º \| Jens Voigt \| Saxo Bank \| + 14 s \| \| \| 6.º \| Amaël Moinard \| Cofidis, le Crédit en Ligne \| + 14 s \| \| \| 7.º \| Jakob Fuglsang \| Saxo Bank \| + 14 s \| \| \| 8.º \| Maxime Monfort \| Columbia-High Road \| + 14 s \| \| \| 9.º \| Fränk Schleck \| Saxo Bank \| + 14 s \| \| \| 10.º \| Juanma Gárate \| Rabobank \| + 14 s \| \| |                       |                             |                 |
| |                       |                             |                 |
| |                       |                             |                 |
| Clasificación de la etapa |                       |                             |                 |
| Ciclista | Ciclista              | Equipo                      | Tiempo          |
| 1.º | Christian Vande Velde | Garmin-Slipstream           | 4 h 01 min 31 s |
| 2.º | Jonathan Hivert       | Skil-Shimano                | + 14 s          |
| 3.º | Mirco Lorenzetto      | Lampre-NGC                  | + 14 s          |
| 4.º | Christophe Moreau     | Agritubel                   | + 14 s          |
| 5.º | Jens Voigt            | Saxo Bank                   | + 14 s          |
| 6.º | Amaël Moinard         | Cofidis, le Crédit en Ligne | + 14 s          |
| 7.º | Jakob Fuglsang        | Saxo Bank                   | + 14 s          |
| 8.º | Maxime Monfort        | Columbia-High Road          | + 14 s          |
| 9.º | Fränk Schleck         | Saxo Bank                   | + 14 s          |
| 10.º | Juanma Gárate         | Rabobank                    | + 14 s          |

| \| Clasificación general \| Clasificación general \| Clasificación general \| Clasificación general \| Clasificación general \| \| Ciclista \| Ciclista \| Equipo \| Tiempo \| \| \| --------------------- \| --------------------- \| --------------------- \| --------------------- \| --------------------- \| \| 1.º \| Sylvain Chavanel \| Quick Step \| 13 h 31 min 36 s \| \| \| 2.º \| Juanma Gárate \| Rabobank \| + 6 s \| \| \| 3.º \| Juan Antonio Flecha \| Rabobank \| + 36 s \| \| \| 4.º \| Alberto Contador \| Astana \| + 36 s \| \| \| 5.º \| Kevin Seeldraeyers \| Quick Step \| + 37 s \| \| \| 6.º \| Luis León Sánchez \| Caisse d'Épargne \| + 45 s \| \| \| 7.º \| David Millar \| Garmin-Slipstream \| + 50 s \| \| \| 8.º \| Antonio Colom \| Katusha \| + 55 s \| \| \| 9.º \| Vladímir Karpets \| Katusha \| + 57 s \| \| \| 10.º \| Jens Voigt \| Saxo Bank \| + 1 min 03 s \| \| |                     |                   |                  |
| |                     |                   |                  |
| |                     |                   |                  |
| Clasificación general |                     |                   |                  |
| Ciclista | Ciclista            | Equipo            | Tiempo           |
| 1.º | Sylvain Chavanel    | Quick Step        | 13 h 31 min 36 s |
| 2.º | Juanma Gárate       | Rabobank          | + 6 s            |
| 3.º | Juan Antonio Flecha | Rabobank          | + 36 s           |
| 4.º | Alberto Contador    | Astana            | + 36 s           |
| 5.º | Kevin Seeldraeyers  | Quick Step        | + 37 s           |
| 6.º | Luis León Sánchez   | Caisse d'Épargne  | + 45 s           |
| 7.º | David Millar        | Garmin-Slipstream | + 50 s           |
| 8.º | Antonio Colom       | Katusha           | + 55 s           |
| 9.º | Vladímir Karpets    | Katusha           | + 57 s           |
| 10.º | Jens Voigt          | Saxo Bank         | + 1 min 03 s     |

### Etapa 4
| Annonay - Vallon-Pont-d'Arc | etapa escarpada | (204 km) |

| \| Clasificación de la etapa \| Clasificación de la etapa \| Clasificación de la etapa \| Clasificación de la etapa \| Clasificación de la etapa \| \| Ciclista \| Ciclista \| Equipo \| Tiempo \| \| \| ------------------------- \| ------------------------- \| ------------------------- \| ------------------------- \| ------------------------- \| \| 1.º \| Jérémy Roy \| La Française des jeux \| 4 h 58 min 47 s \| \| \| 2.º \| Thomas Voeckler \| BBox Bouygues Telecom \| + 0 s \| \| \| 3.º \| Tony Martin \| Columbia-High Road \| + 3 s \| \| \| 4.º \| Heinrich Haussler \| Cervélo TestTeam \| + 2 min 33 s \| \| \| 5.º \| Murilo Fischer \| Liquigas \| + 2 min 33 s \| \| \| 6.º \| Romain Feillu \| Agritubel \| + 2 min 33 s \| \| \| 7.º \| Cyril Lemoine \| Skil-Shimano \| + 2 min 33 s \| \| \| 8.º \| Jürgen Roelandts \| Silence-Lotto \| + 2 min 33 s \| \| \| 9.º \| Mirco Lorenzetto \| Lampre-NGC \| + 2 min 33 s \| \| \| 10.º \| Sébastien Hinault \| AG2R La Mondiale \| + 2 min 33 s \| \| |                   |                       |                 |
| |                   |                       |                 |
| |                   |                       |                 |
| Clasificación de la etapa |                   |                       |                 |
| Ciclista | Ciclista          | Equipo                | Tiempo          |
| 1.º | Jérémy Roy        | La Française des jeux | 4 h 58 min 47 s |
| 2.º | Thomas Voeckler   | BBox Bouygues Telecom | + 0 s           |
| 3.º | Tony Martin       | Columbia-High Road    | + 3 s           |
| 4.º | Heinrich Haussler | Cervélo TestTeam      | + 2 min 33 s    |
| 5.º | Murilo Fischer    | Liquigas              | + 2 min 33 s    |
| 6.º | Romain Feillu     | Agritubel             | + 2 min 33 s    |
| 7.º | Cyril Lemoine     | Skil-Shimano          | + 2 min 33 s    |
| 8.º | Jürgen Roelandts  | Silence-Lotto         | + 2 min 33 s    |
| 9.º | Mirco Lorenzetto  | Lampre-NGC            | + 2 min 33 s    |
| 10.º | Sébastien Hinault | AG2R La Mondiale      | + 2 min 33 s    |

| \| Clasificación general \| Clasificación general \| Clasificación general \| Clasificación general \| Clasificación general \| \| Ciclista \| Ciclista \| Equipo \| Tiempo \| \| \| --------------------- \| --------------------- \| --------------------- \| --------------------- \| --------------------- \| \| 1.º \| Sylvain Chavanel \| Quick Step \| 18 h 32 min 56 s \| \| \| 2.º \| Juanma Gárate \| Rabobank \| + 6 s \| \| \| 3.º \| Juan Antonio Flecha \| Rabobank \| + 36 s \| \| \| 4.º \| Alberto Contador \| Astana \| + 36 s \| \| \| 5.º \| Kevin Seeldraeyers \| Quick Step \| + 37 s \| \| \| 6.º \| Luis León Sánchez \| Caisse d'Épargne \| + 45 s \| \| \| 7.º \| David Millar \| Garmin-Slipstream \| + 50 s \| \| \| 8.º \| Antonio Colom \| Katusha \| + 55 s \| \| \| 9.º \| Vladímir Karpets \| Katusha \| + 57 s \| \| \| 10.º \| Jens Voigt \| Saxo Bank \| + 1 min 03 s \| \| |                     |                   |                  |
| |                     |                   |                  |
| |                     |                   |                  |
| Clasificación general |                     |                   |                  |
| Ciclista | Ciclista            | Equipo            | Tiempo           |
| 1.º | Sylvain Chavanel    | Quick Step        | 18 h 32 min 56 s |
| 2.º | Juanma Gárate       | Rabobank          | + 6 s            |
| 3.º | Juan Antonio Flecha | Rabobank          | + 36 s           |
| 4.º | Alberto Contador    | Astana            | + 36 s           |
| 5.º | Kevin Seeldraeyers  | Quick Step        | + 37 s           |
| 6.º | Luis León Sánchez   | Caisse d'Épargne  | + 45 s           |
| 7.º | David Millar        | Garmin-Slipstream | + 50 s           |
| 8.º | Antonio Colom       | Katusha           | + 55 s           |
| 9.º | Vladímir Karpets    | Katusha           | + 57 s           |
| 10.º | Jens Voigt          | Saxo Bank         | + 1 min 03 s     |

### Etapa 5
| Saint-Paul-Trois-Châteaux - Montagne de Lure | etapa de media montaña | (182,5 km) |

| \| Clasificación de la etapa \| Clasificación de la etapa \| Clasificación de la etapa \| Clasificación de la etapa \| Clasificación de la etapa \| \| Ciclista \| Ciclista \| Equipo \| Tiempo \| \| \| ------------------------- \| ------------------------- \| --------------------------- \| ------------------------- \| ------------------------- \| \| 1.º \| Alberto Contador \| Astana \| 4 h 47 min 46 s \| \| \| 2.º \| Fränk Schleck \| Saxo Bank \| + 58 s \| \| \| 3.º \| Luis León Sánchez \| Caisse d'Épargne \| + 58 s \| \| \| 4.º \| Cadel Evans \| Silence-Lotto \| + 1 min 27 s \| \| \| 5.º \| David Moncoutié \| Cofidis, le Crédit en Ligne \| + 1 min 27 s \| \| \| 6.º \| Jens Voigt \| Saxo Bank \| + 1 min 29 s \| \| \| 7.º \| Samuel Sánchez \| Euskaltel-Euskadi \| + 1 min 31 s \| \| \| 8.º \| Jonathan Hivert \| Skil-Shimano \| + 1 min 34 s \| \| \| 9.º \| Christophe Moreau \| Agritubel \| + 1 min 44 s \| \| \| 10.º \| Chris Anker Sørensen \| Saxo Bank \| + 1 min 46 s \| \| |                      |                             |                 |
| |                      |                             |                 |
| |                      |                             |                 |
| Clasificación de la etapa |                      |                             |                 |
| Ciclista | Ciclista             | Equipo                      | Tiempo          |
| 1.º | Alberto Contador     | Astana                      | 4 h 47 min 46 s |
| 2.º | Fränk Schleck        | Saxo Bank                   | + 58 s          |
| 3.º | Luis León Sánchez    | Caisse d'Épargne            | + 58 s          |
| 4.º | Cadel Evans          | Silence-Lotto               | + 1 min 27 s    |
| 5.º | David Moncoutié      | Cofidis, le Crédit en Ligne | + 1 min 27 s    |
| 6.º | Jens Voigt           | Saxo Bank                   | + 1 min 29 s    |
| 7.º | Samuel Sánchez       | Euskaltel-Euskadi           | + 1 min 31 s    |
| 8.º | Jonathan Hivert      | Skil-Shimano                | + 1 min 34 s    |
| 9.º | Christophe Moreau    | Agritubel                   | + 1 min 44 s    |
| 10.º | Chris Anker Sørensen | Saxo Bank                   | + 1 min 46 s    |

| \| Clasificación general \| Clasificación general \| Clasificación general \| Clasificación general \| Clasificación general \| \| Ciclista \| Ciclista \| Equipo \| Tiempo \| \| \| --------------------- \| --------------------- \| --------------------- \| --------------------- \| --------------------- \| \| 1.º \| Alberto Contador \| Astana \| 23 h 21 min 08 s \| \| \| 2.º \| Luis León Sánchez \| Caisse d'Épargne \| + 1 min 13 s \| \| \| 3.º \| Sylvain Chavanel \| Quick Step \| + 1 min 24 s \| \| \| 4.º \| Fränk Schleck \| Saxo Bank \| + 1 min 38 s \| \| \| 5.º \| Kevin Seeldraeyers \| Quick Step \| + 2 min 01 s \| \| \| 6.º \| Jens Voigt \| Saxo Bank \| + 2 min 06 s \| \| \| 7.º \| Samuel Sánchez \| Euskaltel-Euskadi \| + 2 min 14 s \| \| \| 8.º \| Jonathan Hivert \| Skil-Shimano \| + 2 min 29 s \| \| \| 9.º \| Antonio Colom \| Katusha \| + 2 min 35 s \| \| \| 10.º \| Yuri Trofímov \| BBox Bouygues Telecom \| + 3 min 09 s \| \| |                    |                       |                  |
| |                    |                       |                  |
| |                    |                       |                  |
| Clasificación general |                    |                       |                  |
| Ciclista | Ciclista           | Equipo                | Tiempo           |
| 1.º | Alberto Contador   | Astana                | 23 h 21 min 08 s |
| 2.º | Luis León Sánchez  | Caisse d'Épargne      | + 1 min 13 s     |
| 3.º | Sylvain Chavanel   | Quick Step            | + 1 min 24 s     |
| 4.º | Fränk Schleck      | Saxo Bank             | + 1 min 38 s     |
| 5.º | Kevin Seeldraeyers | Quick Step            | + 2 min 01 s     |
| 6.º | Jens Voigt         | Saxo Bank             | + 2 min 06 s     |
| 7.º | Samuel Sánchez     | Euskaltel-Euskadi     | + 2 min 14 s     |
| 8.º | Jonathan Hivert    | Skil-Shimano          | + 2 min 29 s     |
| 9.º | Antonio Colom      | Katusha               | + 2 min 35 s     |
| 10.º | Yuri Trofímov      | BBox Bouygues Telecom | + 3 min 09 s     |

### Etapa 6
| Manosque - Fayence | etapa escarpada | (191 km) |

| \| Clasificación de la etapa \| Clasificación de la etapa \| Clasificación de la etapa \| Clasificación de la etapa \| Clasificación de la etapa \| \| Ciclista \| Ciclista \| Equipo \| Tiempo \| \| \| ------------------------- \| ------------------------- \| --------------------------- \| ------------------------- \| ------------------------- \| \| 1.º \| Luis León Sánchez \| Caisse d'Épargne \| 4 h 43 min 34 s \| \| \| 2.º \| Antonio Colom \| Katusha \| + 50 s \| \| \| 3.º \| Fränk Schleck \| Saxo Bank \| + 50 s \| \| \| 4.º \| Sylvain Chavanel \| Quick Step \| + 50 s \| \| \| 5.º \| Jens Voigt \| Saxo Bank \| + 56 s \| \| \| 6.º \| David Moncoutié \| Cofidis, le Crédit en Ligne \| + 1 min 31 s \| \| \| 7.º \| Hubert Dupont \| AG2R La Mondiale \| + 1 min 31 s \| \| \| 8.º \| Jurgen van den Broeck \| Silence-Lotto \| + 1 min 31 s \| \| \| 9.º \| Christophe Moreau \| Agritubel \| + 1 min 31 s \| \| \| 10.º \| Amaël Moinard \| Cofidis, le Crédit en Ligne \| + 1 min 31 s \| \| |                       |                             |                 |
| |                       |                             |                 |
| |                       |                             |                 |
| Clasificación de la etapa |                       |                             |                 |
| Ciclista | Ciclista              | Equipo                      | Tiempo          |
| 1.º | Luis León Sánchez     | Caisse d'Épargne            | 4 h 43 min 34 s |
| 2.º | Antonio Colom         | Katusha                     | + 50 s          |
| 3.º | Fränk Schleck         | Saxo Bank                   | + 50 s          |
| 4.º | Sylvain Chavanel      | Quick Step                  | + 50 s          |
| 5.º | Jens Voigt            | Saxo Bank                   | + 56 s          |
| 6.º | David Moncoutié       | Cofidis, le Crédit en Ligne | + 1 min 31 s    |
| 7.º | Hubert Dupont         | AG2R La Mondiale            | + 1 min 31 s    |
| 8.º | Jurgen van den Broeck | Silence-Lotto               | + 1 min 31 s    |
| 9.º | Christophe Moreau     | Agritubel                   | + 1 min 31 s    |
| 10.º | Amaël Moinard         | Cofidis, le Crédit en Ligne | + 1 min 31 s    |

| \| Clasificación general \| Clasificación general \| Clasificación general \| Clasificación general \| Clasificación general \| \| Ciclista \| Ciclista \| Equipo \| Tiempo \| \| \| --------------------- \| --------------------- \| --------------------- \| --------------------- \| --------------------- \| \| 1.º \| Luis León Sánchez \| Caisse d'Épargne \| 28 h 05 min 45 s \| \| \| 2.º \| Sylvain Chavanel \| Quick Step \| + 1 min 09 s \| \| \| 3.º \| Fränk Schleck \| Saxo Bank \| + 1 min 21 s \| \| \| 4.º \| Alberto Contador \| Astana \| + 1 min 50 s \| \| \| 5.º \| Jens Voigt \| Saxo Bank \| + 1 min 59 s \| \| \| 6.º \| Antonio Colom \| Katusha \| + 2 min 16 s \| \| \| 7.º \| Kevin Seeldraeyers \| Quick Step \| + 2 min 29 s \| \| \| 8.º \| Jonathan Hivert \| Skil-Shimano \| + 2 min 57 s \| \| \| 9.º \| Yuri Trofímov \| BBox Bouygues Telecom \| + 3 min 37 s \| \| \| 10.º \| Christophe Le Mével \| La Française des jeux \| + 4 min 00 s \| \| |                     |                       |                  |
| |                     |                       |                  |
| |                     |                       |                  |
| Clasificación general |                     |                       |                  |
| Ciclista | Ciclista            | Equipo                | Tiempo           |
| 1.º | Luis León Sánchez   | Caisse d'Épargne      | 28 h 05 min 45 s |
| 2.º | Sylvain Chavanel    | Quick Step            | + 1 min 09 s     |
| 3.º | Fränk Schleck       | Saxo Bank             | + 1 min 21 s     |
| 4.º | Alberto Contador    | Astana                | + 1 min 50 s     |
| 5.º | Jens Voigt          | Saxo Bank             | + 1 min 59 s     |
| 6.º | Antonio Colom       | Katusha               | + 2 min 16 s     |
| 7.º | Kevin Seeldraeyers  | Quick Step            | + 2 min 29 s     |
| 8.º | Jonathan Hivert     | Skil-Shimano          | + 2 min 57 s     |
| 9.º | Yuri Trofímov       | BBox Bouygues Telecom | + 3 min 37 s     |
| 10.º | Christophe Le Mével | La Française des jeux | + 4 min 00 s     |

### Etapa 7
| Niza - Niza | etapa de media montaña | (119 km) |

| \| Clasificación de la etapa \| Clasificación de la etapa \| Clasificación de la etapa \| Clasificación de la etapa \| Clasificación de la etapa \| \| Ciclista \| Ciclista \| Equipo \| Tiempo \| \| \| ------------------------- \| ------------------------- \| ------------------------- \| ------------------------- \| ------------------------- \| \| 1.º \| Antonio Colom \| Katusha \| 2 h 47 min 49 s \| \| \| 2.º \| Alberto Contador \| Astana \| + 0 s \| \| \| 3.º \| Fränk Schleck \| Saxo Bank \| + 1 s \| \| \| 4.º \| Jonathan Hivert \| Skil-Shimano \| + 17 s \| \| \| 5.º \| Christophe Moreau \| Agritubel \| + 17 s \| \| \| 6.º \| Sylvain Chavanel \| Quick Step \| + 17 s \| \| \| 7.º \| Juanma Gárate \| Rabobank \| + 17 s \| \| \| 8.º \| Christophe Le Mével \| La Française des jeux \| + 17 s \| \| \| 9.º \| Jens Voigt \| Saxo Bank \| + 17 s \| \| \| 10.º \| Sandy Casar \| La Française des jeux \| + 17 s \| \| |                     |                       |                 |
| |                     |                       |                 |
| |                     |                       |                 |
| Clasificación de la etapa |                     |                       |                 |
| Ciclista | Ciclista            | Equipo                | Tiempo          |
| 1.º | Antonio Colom       | Katusha               | 2 h 47 min 49 s |
| 2.º | Alberto Contador    | Astana                | + 0 s           |
| 3.º | Fränk Schleck       | Saxo Bank             | + 1 s           |
| 4.º | Jonathan Hivert     | Skil-Shimano          | + 17 s          |
| 5.º | Christophe Moreau   | Agritubel             | + 17 s          |
| 6.º | Sylvain Chavanel    | Quick Step            | + 17 s          |
| 7.º | Juanma Gárate       | Rabobank              | + 17 s          |
| 8.º | Christophe Le Mével | La Française des jeux | + 17 s          |
| 9.º | Jens Voigt          | Saxo Bank             | + 17 s          |
| 10.º | Sandy Casar         | La Française des jeux | + 17 s          |

| \| Clasificación general \| Clasificación general \| Clasificación general \| Clasificación general \| Clasificación general \| \| Ciclista \| Ciclista \| Equipo \| Tiempo \| \| \| --------------------- \| --------------------- \| --------------------- \| --------------------- \| --------------------- \| \| 1.º \| Luis León Sánchez \| Caisse d'Épargne \| 30 h 53 min 51 s \| \| \| 2.º \| Fränk Schleck \| Saxo Bank \| + 1 min 00 s \| \| \| 3.º \| Sylvain Chavanel \| Quick Step \| + 1 min 09 s \| \| \| 4.º \| Alberto Contador \| Astana \| + 1 min 24 s \| \| \| 5.º \| Antonio Colom \| Katusha \| + 1 min 47 s \| \| \| 6.º \| Jens Voigt \| Saxo Bank \| + 1 min 59 s \| \| \| 7.º \| Kevin Seeldraeyers \| Quick Step \| + 2 min 29 s \| \| \| 8.º \| Jonathan Hivert \| Skil-Shimano \| + 2 min 57 s \| \| \| 9.º \| Yuri Trofímov \| BBox Bouygues Telecom \| + 3 min 37 s \| \| \| 10.º \| Christophe Le Mével \| La Française des jeux \| + 4 min 00 s \| \| |                     |                       |                  |
| |                     |                       |                  |
| |                     |                       |                  |
| Clasificación general |                     |                       |                  |
| Ciclista | Ciclista            | Equipo                | Tiempo           |
| 1.º | Luis León Sánchez   | Caisse d'Épargne      | 30 h 53 min 51 s |
| 2.º | Fränk Schleck       | Saxo Bank             | + 1 min 00 s     |
| 3.º | Sylvain Chavanel    | Quick Step            | + 1 min 09 s     |
| 4.º | Alberto Contador    | Astana                | + 1 min 24 s     |
| 5.º | Antonio Colom       | Katusha               | + 1 min 47 s     |
| 6.º | Jens Voigt          | Saxo Bank             | + 1 min 59 s     |
| 7.º | Kevin Seeldraeyers  | Quick Step            | + 2 min 29 s     |
| 8.º | Jonathan Hivert     | Skil-Shimano          | + 2 min 57 s     |
| 9.º | Yuri Trofímov       | BBox Bouygues Telecom | + 3 min 37 s     |
| 10.º | Christophe Le Mével | La Française des jeux | + 4 min 00 s     |

## Clasificaciones finales

### Clasificación general
| \| Clasificación general \| Clasificación general \| Clasificación general \| Clasificación general \| Clasificación general \| \| Ciclista \| Ciclista \| Equipo \| Tiempo \| \| \| --------------------- \| --------------------- \| --------------------- \| --------------------- \| --------------------- \| \| 1.º \| Luis León Sánchez \| Caisse d'Épargne \| 30 h 53 min 51 s \| \| \| 2.º \| Fränk Schleck \| Saxo Bank \| + 1 min 00 s \| \| \| 3.º \| Sylvain Chavanel \| Quick Step \| + 1 min 09 s \| \| \| 4.º \| Alberto Contador \| Astana \| + 1 min 24 s \| \| \| 5.º \| Antonio Colom \| Katusha \| + 1 min 47 s \| \| \| 6.º \| Jens Voigt \| Saxo Bank \| + 1 min 59 s \| \| \| 7.º \| Kevin Seeldraeyers \| Quick Step \| + 2 min 29 s \| \| \| 8.º \| Jonathan Hivert \| Skil-Shimano \| + 2 min 59 s \| \| \| 9.º \| Yuri Trofímov \| BBox Bouygues Telecom \| + 3 min 37 s \| \| \| 10.º \| Christophe Le Mével \| La Française des jeux \| + 4 min 00 s \| \| |                     |                       |                  |
| |                     |                       |                  |
| |                     |                       |                  |
| Clasificación general |                     |                       |                  |
| Ciclista | Ciclista            | Equipo                | Tiempo           |
| 1.º | Luis León Sánchez   | Caisse d'Épargne      | 30 h 53 min 51 s |
| 2.º | Fränk Schleck       | Saxo Bank             | + 1 min 00 s     |
| 3.º | Sylvain Chavanel    | Quick Step            | + 1 min 09 s     |
| 4.º | Alberto Contador    | Astana                | + 1 min 24 s     |
| 5.º | Antonio Colom       | Katusha               | + 1 min 47 s     |
| 6.º | Jens Voigt          | Saxo Bank             | + 1 min 59 s     |
| 7.º | Kevin Seeldraeyers  | Quick Step            | + 2 min 29 s     |
| 8.º | Jonathan Hivert     | Skil-Shimano          | + 2 min 59 s     |
| 9.º | Yuri Trofímov       | BBox Bouygues Telecom | + 3 min 37 s     |
| 10.º | Christophe Le Mével | La Française des jeux | + 4 min 00 s     |

### Clasificación por puntos
| Clasificación por puntos | Clasificación por puntos | Clasificación por puntos | Clasificación por puntos | Clasificación por puntos |
| Ciclista                 | Ciclista                 | Equipo                   | Puntos                   |                          |
| ------------------------ | ------------------------ | ------------------------ | ------------------------ | ------------------------ |
| 1.º                      | Sylvain Chavanel         | Quick Step               | 94 pts                   |                          |
| 2.º                      | Alberto Contador         | Astana                   | 84 pts                   |                          |
| 3.º                      | Antonio Colom            | Katusha                  | 76 pts                   |                          |
| 4.º                      | Fränk Schleck            | Saxo Bank                | 75 pts                   |                          |
| 5.º                      | Luis León Sánchez        | Caisse d'Épargne         | 71 pts                   |                          |
| 6.º                      | Jens Voigt               | Saxo Bank                | 67 pts                   |                          |
| 7.º                      | Heinrich Haussler        | Cervélo TestTeam         | 65 pts                   |                          |
| 8.º                      | Christophe Moreau        | Agritubel                | 58 pts                   |                          |
| 9.º                      | Jonathan Hivert          | Skil-Shimano             | 55 pts                   |                          |
| 10.º                     | Juanma Gárate            | Rabobank                 | 48 pts                   |                          |

### Clasificación de la montaña
| Clasificación de la montaña | Clasificación de la montaña | Clasificación de la montaña | Clasificación de la montaña | Clasificación de la montaña |
| Ciclista                    | Ciclista                    | Equipo                      | Puntos                      |                             |
| --------------------------- | --------------------------- | --------------------------- | --------------------------- | --------------------------- |
| 1.º                         | Tony Martin                 | Columbia-High Road          | 55 pts                      |                             |
| 2.º                         | Alberto Contador            | Astana                      | 48 pts                      |                             |
| 3.º                         | Jérémy Roy                  | La Française des jeux       | 32 pts                      |                             |
| 4.º                         | Luis León Sánchez           | Caisse d'Épargne            | 22 pts                      |                             |
| 5.º                         | Joan Horrach                | Katusha                     | 21 pts                      |                             |
| 6.º                         | Aitor Hernández             | Euskaltel-Euskadi           | 19 pts                      |                             |
| 7.º                         | Sandy Casar                 | La Française des jeux       | 18 pts                      |                             |
| 8.º                         | Fränk Schleck               | Saxo Bank                   | 17 pts                      |                             |
| 9.º                         | Antonio Colom               | Katusha                     | 17 pts                      |                             |
| 10.º                        | Martin Velits               | Team Milram                 | 13 pts                      |                             |

### Clasificación de los jóvenes
| Clasificación del mejor joven | Clasificación del mejor joven | Clasificación del mejor joven | Clasificación del mejor joven | Clasificación del mejor joven |
| Ciclista                      | Ciclista                      | Equipo                        | Tiempo                        |                               |
| ----------------------------- | ----------------------------- | ----------------------------- | ----------------------------- | ----------------------------- |
| 1.º                           | Kevin Seeldraeyers            | Quick Step                    | 30 h 56 min 20 s              |                               |
| 2.º                           | Jonathan Hivert               | Skil-Shimano                  | + 28 s                        |                               |
| 3.º                           | Yuri Trofímov                 | BBox Bouygues Telecom         | + 1 min 08 s                  |                               |
| 4.º                           | Pierre Rolland                | BBox Bouygues Telecom         | + 10 min 28 s                 |                               |
| 5.º                           | Jakob Fuglsang                | Saxo Bank                     | + 18 min 58 s                 |                               |
| 6.º                           | Thomas Peterson               | Garmin-Slipstream             | + 20 min 30 s                 |                               |
| 7.º                           | Matthieu Ladagnous            | La Française des jeux         | + 25 min 38 s                 |                               |
| 8.º                           | Albert Timmer                 | Skil-Shimano                  | + 26 min 19 s                 |                               |
| 9.º                           | Chris Anker Sørensen          | Saxo Bank                     | + 28 min 07 s                 |                               |
| 10.º                          | Rein Taaramäe                 | Cofidis, le Crédit en Ligne   | + 28 min 49 s                 |                               |

### Clasificación por equipos
| Clasificación por equipos | Clasificación por equipos | Clasificación por equipos | Clasificación por equipos |
| Equipo                    | Equipo                    | Tiempo                    |                           |
| ------------------------- | ------------------------- | ------------------------- | ------------------------- |
| 1.º                       | Saxo Bank                 | 92 h 52 min 45 s          |                           |
| 2.º                       | La Française des jeux     | + 10 min 29 s             |                           |
| 3.º                       | Caisse d'Épargne          | + 13 min 58 s             |                           |

## Evolución de las clasificaciones
| Etapa (Vencedor)                 | Clasificación general | Clasificación por puntos | Clasificación de la montaña | Clasificación de los jóvenes | Clasificación por equipos |
| -------------------------------- | --------------------- | ------------------------ | --------------------------- | ---------------------------- | ------------------------- |
| Prólogo (CRI) (Alberto Contador) | Alberto Contador      | Alberto Contador         | no se entregó               | Tony Martin                  | Astana                    |
| 1.ª etapa (Heinrich Haussler)    | Alberto Contador      | Heinrich Haussler        | Aitor Hernández             | Tony Martin                  | Astana                    |
| 2.ª etapa (Sylvain Chavanel)     | Sylvain Chavanel      | Sylvain Chavanel         | Stéphane Augé               | Kevin Seeldrayers            | Rabobank                  |
| 3.ª etapa (Christian Vandevelde) | Sylvain Chavanel      | Mirco Lorenzetto         | Stéphane Augé               | Kevin Seeldrayers            | Rabobank                  |
| 4.ª etapa (Jérémy Roy)           | Sylvain Chavanel      | Mirco Lorenzetto         | Tony Martin                 | Kevin Seeldrayers            | Rabobank                  |
| 5.ª etapa (Alberto Contador)     | Alberto Contador      | Mirco Lorenzetto         | Tony Martin                 | Kevin Seeldrayers            | Saxo Bank                 |
| 6.ª etapa (Luis León Sánchez)    | Luis León Sánchez     | Sylvain Chavanel         | Tony Martin                 | Kevin Seeldrayers            | Saxo Bank                 |
| 7.ª etapa (Toni Colom)           | Luis León Sánchez     | Sylvain Chavanel         | Tony Martin                 | Kevin Seeldrayers            | Saxo Bank                 |
| Final                            | Luis León Sánchez     | Sylvain Chavanel         | Tony Martin                 | Kevin Seeldrayers            | Saxo Bank                 |